# Henry Ingram (7e vicomte d'Irvine)
Pour les articles homonymes, voir Ingram.
Henry Ingram, 7e vicomte d'Irvine, né le 30 avril 1691 et mort le 4 avril 1761, est un propriétaire terrien et homme politique anglais,.

## Biographie

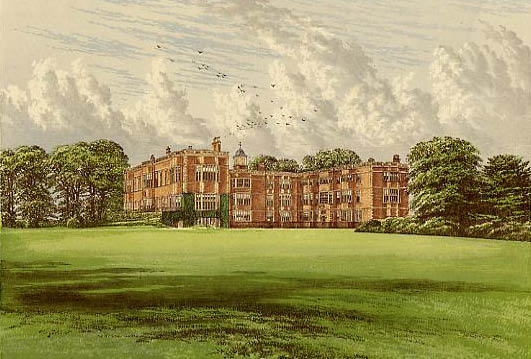
Temple Newsam House de Morris's Country Seats (1880) - Siège des vicomtes Irvine

Il est le quatrième fils d'Arthur Ingram (3e vicomte d'Irvine), et d'Isabella Machell, fille de John Machell, député de Horsham, de Hills, Sussex. Il est élu au Parlement pour Horsham en 1721 (succédant à son frère aîné Arthur Ingram (6e vicomte d'Irvine)), un siège qu'il occupe jusqu'en 1736, date à laquelle il succède à Arthur dans la vicomté. Il s'agissait d'une pairie écossaise et ne lui donnait pas automatiquement droit à un siège à la Chambre des lords bien qu'il ait été contraint de démissionner de son siège au Parlement car les pairs écossais ne pouvaient pas siéger à la Chambre des communes. Il succède également à Arthur en tant que Lord Lieutenant du East Riding of Yorkshire, qu'il est resté jusqu'à sa mort.
Lord Ingram épouse Anne Scarborough, fille et cohéritière de Charles Scarborough, de Windsor, Berkshire, greffier du drap vert. Ils n'ont pas d'enfants. Il est mort en avril 1761, âgé de 69 ans, et a été remplacé dans la vicomté par son frère George Ingram (8e vicomte d'Irvine) (le sixième fils). La vicomtesse d'Irvine (Anne, épouse du 7e vicomte) est décédée en mars 1766,.
Le portrait d'Henry Ingram, 7e vicomte Irwin et de sa femme Anne, par Philippe Mercier, est à Temple Newsam.